# Dorrington, Kalifornien
Dorrington är en ort i Calaveras County i delstaten Kalifornien, USA.